# ASB Premiership 2014-15
La ASB Premiership 2014/15 fue la décima primera edición del máximo torneo futbolístico de Nueva Zelanda. Fue el primer torneo en contar con más de ocho equipos, al haberse agregado la reserva del Wellington Phoenix, totalizando así nueve clubes.
Comenzó el 25 de octubre y tuvo final el 5 de abril, fecha en la que el Auckland City venció 2-1 en el partido decisivo al Hawke's Bay United, coronándose campeón por sexta vez.

## Equipos
| Equipo                        | Ciudad       | Estadio              | Capacidad | Entrenador       | Año ingreso |
| ----------------------------- | ------------ | -------------------- | --------- | ---------------- | ----------- |
| Auckland City Football Club   | Auckland     | Kiwitea Street       | 6000      | Ramon Tribulietx | 2004        |
| Canterbury United Dragons     | Christchurch | ASB Football Park    | 8000      | Sean Devine      | 2004        |
| Hawke's Bay United            | Napier       | Bluewater Stadium    | 4000      | Brett Angell     | 2004        |
| Southern United Football Club | Dunedin      | Forsyth Barr Stadium | 30 500    | Mike Fridge      | 2004        |
| Team Wellington               | Wellington   | Newtown Park         | 5000      | Matt Calcott     | 2004        |
| WaiBOP United                 | Hamilton     | John Kerkhof Park    | 2700      | Peter Smith      | 2004        |
| Waitakere United              | Waitakere    | Fred Taylor Park     | 10 000    | Brian Shelley    | 2004        |
| Wanderers Special Club        | Auckland     | North Harbour        | 25 000    | Darren Bazeley   | 2013        |
| Wellington Phoenix Reserves   | Wellington   | Newtown Park         | 5000      | Andy Hedge       | 2014        |

## ASB Charity Cup
Como sucede desde 2011, previo a cada inicio de la ASB Premiership, se juega la ASB Charity Cup, la supercopa neozelandesa, que involucra al campeón de la temporada pasada, en este caso el Auckland City, contra el club mejor posicionado en la fase regular, siendo esta temporada el Team Wellington. Fue disputada el 19 de octubre en el Kiwitea Street de Auckland y coronó al equipo de Wellington como el ganador tras vencer en los penales 4-3 luego de un empate 2-2 en tiempo reglamentario.
| 19 de octubre de 2014 | Auckland City                           | 2:2 (0:1) (3 – 4 p.)       | Team Wellington                                          | Kiwitea Street, Auckland |                          |
|                       | Payne 6' · Tade 72'                     | Reporte                    | Peverley 2' (pen.) · Gwyther 90+4'                       | Árbitro(s): Nick Waldron | Árbitro(s): Nick Waldron |
|                       |                                         | Tiros desde el punto penal |                                                          |                          |                          |
|                       | Tade · Milne · Irving · Lindsay · Payne |                            | Peverley · Feneridis · Chettleburgh · Gwyther · Corrales |                          |                          |

## Clasificación
|     | Equipo                  | PJ | G  | E | P  | GF | GC | Dif. | Pts. |
| --- | ----------------------- | -- | -- | - | -- | -- | -- | ---- | ---- |
| 1.º | Auckland City           | 16 | 14 | 0 | 2  | 39 | 14 | 25   | 42   |
| 2.º | Team Wellington         | 16 | 9  | 3 | 4  | 32 | 24 | 8    | 30   |
| 3.º | Hawke's Bay United      | 16 | 8  | 3 | 5  | 34 | 29 | 5    | 27   |
| 4.º | Waitakere United        | 16 | 8  | 2 | 6  | 29 | 23 | 6    | 26   |
| 5.º | WaiBOP United           | 16 | 7  | 1 | 8  | 24 | 29 | -5   | 22   |
| 6.º | Wellington Phoenix Res. | 16 | 7  | 0 | 9  | 37 | 42 | -5   | 21   |
| 7.º | Wanderers               | 16 | 5  | 2 | 9  | 24 | 29 | -5   | 17   |
| 8.º | Canterbury United       | 16 | 4  | 2 | 10 | 22 | 32 | -10  | 14   |
| 9.º | Southern United         | 16 | 3  | 1 | 12 | 20 | 39 | -19  | 10   |

 PJ = Partidos jugados; G = Partidos ganados; E = Partidos empatados; P = Partidos perdidos;
GF = Goles anotados; GC = Goles recibidos; Dif = Diferencia de gol; Pts = Puntos
Orden de ubicación de los equipos: 1) Puntos; 2) Diferencia de gol; 3) Cantidad de goles anotados.
| \| \| Clasificación a los playoffs y a la Liga de Campeones de la OFC 2016 \| \| \| Clasificación a los playoffs \| |                                                                      |
| | Clasificación a los playoffs y a la Liga de Campeones de la OFC 2016 |
| | Clasificación a los playoffs                                         |

### Evolución de las posiciones
| Equipo / Fecha          | 01 | 02 | 03 | 04 | 05 | 06 | 07 | 08 | 09 | 10 | 11 | 12 | 13 | 14 | 15 | 16 | 17 | 18 |
| ----------------------- | -- | -- | -- | -- | -- | -- | -- | -- | -- | -- | -- | -- | -- | -- | -- | -- | -- | -- |
| Auckland City           | 1  | 1  | 1  | 1  | 1  | 2  | 2  | 2  | 3  | 2  | 2  | 1  | 1  | 1  | 1  | 1  | 1  | 1  |
| Canterbury United       | 2  | 4  | 6  | 5  | 8  | 8  | 6  | 4  | 5  | 5  | 3  | 4  | 6  | 8  | 8  | 8  | 8  | 8  |
| Hawke's Bay United      | 5  | 7  | 4  | 6  | 7  | 7  | 4  | 3  | 4  | 4  | 6  | 3  | 5  | 3  | 3  | 3  | 3  | 3  |
| Southern United         | 9  | 6  | 3  | 4  | 5  | 6  | 8  | 8  | 9  | 9  | 9  | 9  | 9  | 9  | 9  | 9  | 9  | 9  |
| Team Wellington         | 4  | 2  | 2  | 2  | 2  | 1  | 1  | 1  | 1  | 1  | 1  | 2  | 2  | 2  | 2  | 2  | 2  | 2  |
| WaiBOP United           | 8  | 8  | 8  | 8  | 9  | 9  | 9  | 9  | 7  | 7  | 8  | 6  | 4  | 6  | 6  | 7  | 6  | 5  |
| Waitakere United        | 3  | 5  | 7  | 3  | 3  | 4  | 5  | 6  | 6  | 6  | 7  | 5  | 3  | 4  | 4  | 4  | 4  | 4  |
| Wanderers SC            | 6  | 9  | 9  | 9  | 6  | 5  | 7  | 7  | 8  | 8  | 4  | 7  | 7  | 5  | 5  | 6  | 7  | 7  |
| Wellington Phoenix Res. | 7  | 3  | 5  | 7  | 4  | 3  | 3  | 5  | 2  | 3  | 5  | 8  | 8  | 7  | 7  | 5  | 5  | 6  |

## Resultados
| Waitakere United  | 3 - 2 | Wanderers          | 1 de noviembre | 14:00 |
| Canterbury United | 2 - 0 | WaiBOP United      | 1 de noviembre | 14:00 |
| Auckland City     | 3 - 2 | Hawke's Bay United | 2 de noviembre | 14:00 |
| Team Wellington   | 2 - 1 | Wellington Phoenix | 2 de noviembre | 15:00 |

| Canterbury United  | 0 - 1 | Southern United | 8 de noviembre | 14:00 |
| Wellington Phoenix | 3 - 0 | Wanderers       | 9 de noviembre | 14:00 |
| Hawke's Bay United | 2 - 2 | Team Wellington | 9 de noviembre | 14:00 |
| WaiBOP United      | 0 - 2 | Auckland City   | 18 de febrero  | 18:30 |

| Southern United | 2 - 1 | Waitakere United   | 15 de noviembre | 13:00 |
| Team Wellington | 3 - 2 | WaiBOP United      | 16 de noviembre | 15:00 |
| Wanderers       | 1 - 2 | Hawke's Bay United | 16 de noviembre | 15:00 |
| Auckland City   | 3 - 1 | Canterbury United  | 22 de febrero   | 14:00 |

| WaiBOP United      | 0 - 3 | Wanderers        | 22 de noviembre | 15:00 |
| Wellington Phoenix | 1 - 2 | Waitakere United | 23 de noviembre | 15:00 |
| Canterbury United  | 2 - 2 | Team Wellington  | 23 de noviembre | 15:30 |
| Southern United    | 0 - 3 | Auckland City    | 25 de octubre   | 13:00 |

| Waitakere United | 1 - 1 | Hawke's Bay United | 29 de noviembre | 14:00 |
| Team Wellington  | 4 - 0 | Auckland City      | 29 de noviembre | 15:00 |
| Southern United  | 3 - 4 | Wellington Phoenix | 30 de noviembre | 14:00 |
| Wanderers        | 3 - 1 | Canterbury United  | 30 de noviembre | 15:00 |

| WaiBOP United      | 1 - 1 | Waitakere United   | 6 de diciembre  | 15:00 |
| Hawke's Bay United | 2 - 5 | Wellington Phoenix | 7 de diciembre  | 14:00 |
| Team Wellington    | 2 - 0 | Southern United    | 7 de diciembre  | 15:00 |
| Auckland City      | 3 - 0 | Wanderers          | 12 de noviembre | 18:00 |

| Waitakere United   | 0 - 2 | Canterbury United  | 13 de diciembre | 13:00 |
| Wellington Phoenix | 0 - 2 | WaiBOP United      | 13 de diciembre | 14:15 |
| Southern United    | 1 - 3 | Hawke's Bay United | 14 de diciembre | 14:00 |
| Wanderers          | 1 - 4 | Team Wellington    | 14 de diciembre | 15:00 |

| Canterbury United | 2 - 0 | Wellington Phoenix | 20 de diciembre | 14:00 |
| WaiBOP United     | 2 - 4 | Hawke's Bay United | 20 de diciembre | 16:00 |
| Wanderers         | 3 - 3 | Southern United    | 21 de diciembre | 14:00 |
| Waitakere United  | 0 - 1 | Auckland City      | 8 de noviembre  | 13:00 |

| Canterbury United | 1 - 1 | Hawke's Bay United | 10 de enero | 14:00 |
| Auckland City     | 1 - 3 | Wellington Phoenix | 11 de enero | 14:00 |
| Southern United   | 0 - 1 | WaiBOP United      | 11 de enero | 14:00 |
| Team Wellington   | 1 - 2 | Waitakere United   | 11 de enero | 15:00 |

| Wellington Phoenix | 3 - 4 | Team Wellington   | 17 de enero | 14:00 |
| WaiBOP United      | 4 - 3 | Canterbury United | 17 de enero | 15:00 |
| Wanderers          | 0 - 2 | Waitakere United  | 17 de enero | 15:00 |
| Hawke's Bay United | 0 - 3 | Auckland City     | 18 de enero | 14:00 |

| Wanderers       | 2 - 1 | Wellington Phoenix | 25 de enero | 13:00 |
| Auckland City   | 3 - 2 | WaiBOP United      | 25 de enero | 14:00 |
| Southern United | 1 - 3 | Canterbury United  | 25 de enero | 14:00 |
| Team Wellington | 1 - 0 | Hawke's Bay United | 25 de enero | 15:00 |

| Canterbury United  | 0 - 1 | Auckland City   | 31 de enero  | 14:00 |
| WaiBOP United      | 2 - 1 | Team Wellington | 31 de enero  | 15:00 |
| Waitakere United   | 3 - 1 | Southern United | 1 de febrero | 13:00 |
| Hawke's Bay United | 3 - 1 | Wanderers       | 1 de febrero | 14:00 |

| Auckland City    | 4 - 2 | Southern United    | 8 de febrero | 14:00 |
| Waitakere United | 6 - 3 | Wellington Phoenix | 8 de febrero | 14:00 |
| Wanderers        | 1 - 2 | WaiBOP United      | 8 de febrero | 15:00 |
| Team Wellington  | 3 - 0 | Canterbury United  | 8 de febrero | 15:00 |

| Wellington Phoenix | 6 - 2 | Southern United  | 14 de febrero | 14:00 |
| Hawke's Bay United | 3 - 2 | Waitakere United | 15 de febrero | 14:00 |
| Canterbury United  | 1 - 4 | Wanderers        | 15 de febrero | 14:00 |
| Auckland City      | 3 - 0 | Team Wellington  | 15 de febrero | 14:00 |

| Wellington Phoenix | 2 - 4 | Hawke's Bay United | 21 de febrero | 14:00 |
| Waitakere United   | 2 - 1 | WaiBOP United      | 21 de febrero | 14:00 |
| Southern United    | 1 - 2 | Team Wellington    | 22 de febrero | 14:00 |
| Wanderers          | 0 - 1 | Auckland City      | 21 de enero   | 18:00 |

| Canterbury United  | 1 - 2 | Waitakere United   | 28 de febrero | 14:00 |
| WaiBOP United      | 2 - 3 | Wellington Phoenix | 28 de febrero | 15:00 |
| Hawke's Bay United | 2 - 1 | Southern United    | 1 de marzo    | 14:00 |
| Team Wellington    | 1 - 1 | Wanderers          | 1 de marzo    | 15:00 |

| Wellington Phoenix | 2 - 1 | Canterbury United | 7 de marzo | 14:00 |
| Hawke's Bay United | 0 - 1 | WaiBOP United     | 8 de marzo | 14:00 |
| Southern United    | 1 - 0 | Wanderers         | 8 de marzo | 14:00 |
| Auckland City      | 1 - 0 | Waitakere United  | 8 de marzo | 14:00 |

| Wellington Phoenix | 0 - 7 | Auckland City     | 14 de marzo | 14:00 |
| Waitakere United   | 4 - 0 | Team Wellington   | 14 de marzo | 14:00 |
| WaiBOP United      | 2 - 1 | Southern United   | 14 de marzo | 17:00 |
| Hawke's Bay United | 5 - 2 | Canterbury United | 15 de marzo | 14:00 |

## Playoffs

### Semifinales
| 21 de marzo de 2015, 14:00 | Waitakere United | 0:2 (0:2) | Auckland City            | Fred Taylor Park, Whangarei |                         |
|                            |                  | Reporte   | de Vries 27' · Óscar 44' | Árbitro(s): Matt Conger     | Árbitro(s): Matt Conger |

| 29 de marzo de 2015, 14:00 | Auckland City                                     | 5:1 (3:0) | Waitakere United | Kiwitea Street, Auckland |                          |
|                            | Browne 13' 15' 60' · João Moreira 17' · Óscar 71' | Reporte   | Richards 63'     | Árbitro(s): Nick Waldron | Árbitro(s): Nick Waldron |

| 21 de marzo de 2015, 17:00 | Hawke's Bay United | 1:2 (1:1) | Team Wellington | Bluewater Stadium, Napier       |                                 |
|                            | Halpin 35' (pen.)  | Reporte   | Fa'arodo 8' 77' | Árbitro(s): Campbell-Kirk Waugh | Árbitro(s): Campbell-Kirk Waugh |

| 29 de marzo de 2015, 13:00 | Team Wellington                      | 3:4 (2:2) | Hawke's Bay United                                 | Newtown Park, Wellington |                        |
|                            | Myers 16' · Hogg 36' · Robertson 66' | Reporte   | Lovemore 8' · Tinsley 27' (pen.) 71' · Barbero 47' | Árbitro(s): Chris Kerr   | Árbitro(s): Chris Kerr |

### Final
| 5 de abril de 2015 | Auckland City               | 2:1 (1:1) | Hawke's Bay United | Kiwitea Street, Auckland                                |                                                         |
|                    | de Vries 38' · Dordevic 62' | Reporte   | Tinsley 19' (pen.) | Asistencia: 1853 espectadores Árbitro(s): Peter O'Leary | Asistencia: 1853 espectadores Árbitro(s): Peter O'Leary |

| Bandera de Nueva Zelanda         |
| Campeón Auckland City 6.º título |

## Goleadores
| Tyler Boyd                                | Well. Phoenix Res. | 10 | 6  |
| Sean Lovemore                             | Hawke's Bay United | 10 | 12 |
| Nathaniel Hailemariam                     | Well. Phoenix Res. | 9  | 14 |
| Tom Jackson                               | Southern United    | 9  | 16 |
| Derice Richards                           | Waitakere United   | 8  | 15 |
| Ryan Tinsley                              | Hawke's Bay United | 8  | 15 |
| Joel Stevens                              | Well. Phoenix Res. | 7  | 13 |
| Aaron Clapham                             | Canterbury United  | 6  | 12 |
| Luis Corrales                             | Team Wellington    | 6  | 12 |
| Michael Gwyther                           | Team Wellington    | 6  | 15 |
| Jarrod Smith                              | Team Wellington    | 6  | 15 |
| Tom Biss                                  | Waitakere United   | 6  | 16 |
| Federico Márquez                          | WaiBOP United      | 6  | 16 |
| Chad Coombes                              | WaiBOP United      | 5  | 14 |
| Viktor Lekaj                              | Hawke's Bay United | 5  | 15 |
| Última actualización: 15 de marzo de 2015 |                    |    |    |